# فاطمة هراندي
فاطمة هراندي المعروفة باسم راوية (مواليد سنة 1951) هي ممثلة مغربية، شاركت في عدة أعمال سواء في السينما أو التلفزيون أو المسرح. غالبا ما تؤدي أدوارا تكون فيها قوية الشخصية وذات كاريزما.

## مسيرتها
من مواليد سنة 1951 بمدينة أزمور، انتقلت إلى الدارالبيضاء لإكمال دراستها «بثانوية شوقي»، التي مثلت على مسرحها لأول مرة تحت إشراف الفنان الراحل مصطفى التومي، ثم إلى مدينة الرباط، حيث انضمت إلى فرقة «المنصور» للمسرح، التي فازت معها بجائزة أحسن ممثلة في المهرجان الوطني لمسرح الهواة بمسرحية «الفاشلون».
فوزها بلقب أفضل ممثلة لم يثنها عن مواصلة التدريب على التمثيل على يد أشهر الممثلين والمخرجين المغاربة أمثال الطيب الصديقي، وأحمد الطيب العلج، وفريد بنمبارك، وعبد الصمد الكنفاوي، الذي اختارها ضمن «الفرقة الوطنية للمسرح»، التي قدمت معها العديد من المسرحيات الناجحة.
استطاعت «راوية»، من خلال المسرح، أن تخلق لها جمهورا خاصا من المعجبين بفنها، حتى سنة 1978، بحيث أتيحت لها فرصة العمل في السينما، مع المخرج محمد العبازي، في فيلمه «كنوز الأطلس»، الذي فتح لها بابا للمشاركة في العديد من الأفلام.

## أعمالها

### أفلام
- 1997: كنوز الأطلس
- 2000: قصة وردة
- 2001: شفاه الصمت
- 2001: منديل صفية
- 2002: عطش
- 2002: منى صابر
- 2003: العيون الجافة
- 2004: موسم جاف
- 2006: انهض يا مغرب
- 2004: الرحلة الكبرى
- 2004: ذاكرة معتقلة
- 2006: أبواب الجنة
- 2008: كازانيكرا
- 2008: فرنسية
- 2008: ألو كندا
- 2009: كريان زومبي
- 2009: مسحوق الشيطان
- 2009: رجل فوق الشبهات
- 2010: من الآلهة والرجال
- 2013: روك القصبة
- 2013: سرير الأسرار
- 2014: ساجا، الرجال الذين لا يعودون أبدا
- 2014: فورماطاج
- 2015: آية والبحر
- 2016: حياة بريئة
- 2016: مسافة ميل بحذائي
- 2017: الحاجات
- 2018: صوفيا
- 2018: أبواب السماء
- 2018: كيليكيس دوار البوم
- 2019: كلوز
- 2023: عيد ميلاد كريم
- 2023: مكاتيب

### مسلسلات
- 2016: كايرو-بلانكا
- 2019-2017: رضاة الوالدة
- 2020: هي
- 2021: البيوت أسرار
- 2022: كابتن حجيبة
- 2022-2023 : جريت و جاريت
- 2023: كازا ستريت
- 2023 : كنيناتي
- 2023 : عايشة
- 2023 : كاينة ظروف
- 2024 : حياة خاصة
- 2024 : جيب داركم
- 2024 : 2 وجوه
- 2024 : من فم السبع

## روابط خارجية
- فاطمة هراندي على موقع IMDb (الإنجليزية)
- فاطمة هراندي على موقع ألو سيني (الفرنسية)
- فاطمة هراندي على موقع قاعدة بيانات الفيلم (الإنجليزية)